# Michael Barrymore

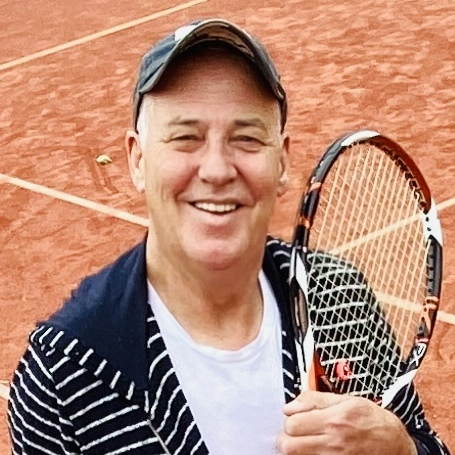
Michael Barrymore (2020)

Michael Barrymore, eigentlich Michael Ciaran Parker (* 4. Mai 1952 in London) ist ein britischer Fernsehmoderator, Schauspieler und Komiker.

## Leben
Nach seiner Schulzeit arbeitete Barrymore in London in verschiedenen West End Theatershows. Dort lernte er 1974 die Tänzerin Cheryl St Claire kennen, die er 1976 heiratete. 1979 gewann Barrymore in der britischen Fernsehsendung New Faces. Mit diesem Sieg bei dieser Talentshow wurde er in den folgenden Jahren im britischen Fernsehen populär. Im Anschluss war Barrymore in den 1980er-Jahren in der britischen Fernsehsendung Blankety Blank vertreten sowie in der britischen Fernsehsendung The Generation Game von Larry Grayson zu sehen.
Barrymore zählte zeitweise zu den populärsten und bestbezahlten Fernsehmoderatoren Großbritanniens. 1991 erhielt er seine eigene Fernsehshow The Michael Barrymore Show, die bis zum Jahr 2000 auf  ITV lief. Zudem trat Barrymore für ITV als Fernsehshowmaster verschiedener Unterhaltungsshows auf: unter anderem Strike It Lucky, die Talentshow My Kind of People und die Spieleshows My Kind of Music und Kids Say the Funniest Things. Von 2000 bis 2001 hatte er die Hauptrolle in der Sitcom Bob Martin, in der er in selbstironischer Manier die Rolle eines Fernsehmoderators spielte.
1995, auf dem Höhepunkt seiner beruflichen Karriere als Fernsehmoderator, hatte Barrymore sein Coming-out. Die Ehe von Barrymore mit Cheryl St Claire wurde 1997 geschieden. Barrymores Lebensgefährte seit 1997 ist Shaun Davis.
Barrymores Fernsehkarriere endete weitgehend im Jahr 2001: nach einer in Barrymores Haus in Harlow veranstalteten Party wurde am 31. März 2001 frühmorgens der Gast Stuart Lubbock leblos im Pool aufgefunden. Gerichtsmediziner stellten bei Lubbock verschiedene Drogen wie Folgen eines sexuellen Übergriffes fest, die genaue Todesursache – ob Ertrinken, Herzstillstand durch Drogen- und Alkoholeinfluss oder gar Mord – war nicht festzustellen. Der Tod Lubbocks führte über die Jahrzehnte zu mehreren polizeilichen Ermittlungen und beschäftigte die britische Presse. Barrymore wurden dabei Fehlverhalten als Gastgeber vorgeworfen, zudem galt er zumindest zeitweise als Verdächtiger. 2007 wurde er kurzzeitig mit mehreren anderen Männern wegen Verdachts auf Mord und Vergewaltigung verhaftet, aber nach einem Tag freigelassen. 2021 wurde ein anderer Partygast verhaftet, aber schließlich nach mehreren Verhören ohne Anklage freigelassen.
Infolge des Skandals zeigten die größeren britischen Fernsehsender kein Interesse mehr, Barrymore dauerhaft zu beschäftigen. 2003 zog er mit seinem Lebensgefährten Davis  nach Neuseeland. Seither absolviert Barrymore noch gelegentlich Fernsehauftritte, aber eher als Talkshowgast oder Showteilnehmer. So war er 2005 in der Fernsehsendung Celebrity Big Brother vom Fernsehsender Channel 4 als einer der Teilnehmer zu sehen.

## Filmografie / Fernsehauftritte (Auswahl)
- 1976: Now Who Do You Do?
- 1977: Seaside Special
- 1978: Cabaret Showtime
- 1981: Starburst
- 1981: Russ Abbot's Saturday Madhouse
- 1983: The Michael Barrymore Show
- 1984: Get Set Go
- 1986: Strike It Lucky  (der Serienname wechselte später zu Strike It Rich)
- 1988: Saturday Night Out
- 1990: Mick And Mac
- 1991: Barrymore
- 1993: Twilight
- 1995: My Kind Of People
- 1997: Richard Reeves' Mung Bean Salad Show
- 1998: My Kind Of Music
- 1998: Kids Say The Funniest Things
- 1999: Animals Do The Funniest Things
- 2000: Barrymore On Broadway
- 2000: My Favourite Hymns At Christmas
- 2001: Bob Martin
- 2002: GMTV
- 2003: The Salon
- 2003: The Late Late Show
- 2006: Celebrity Big Brother
- 2006: The Friday Night Project
- 2006: The Bigger Picture with Graham Norton
- 2006: This Morning
- 2006: The Wright Stuff
- 2006: The Sharon Osbourne Show
- 2006: Offside
- 2006: Strike It Lucky - Interactive DVD
- 2010: The Saturday Night Show

## Preise und Auszeichnungen (Auswahl)
- 1994: British Comedy Awards, Bester ITV Unterhaltungskünstler
- 1995: British Comedy Awards, Bester ITV Unterhaltungskünstler
- 1998: British Comedy Awards, Top ITV Persönlichkeit